# 山崎芳樹
山﨑 芳樹（やまさき よしき、1914年（大正3年）4月8日 - 2014年（平成26年）3月10日）は、広島県広島市出身の実業家。
マツダ5代目社長。元広島商工会議所会頭。元サッカー選手・東洋工業蹴球部（のちのマツダSC、現サンフレッチェ広島）創設者、初代監督。

## 来歴

### 若年期

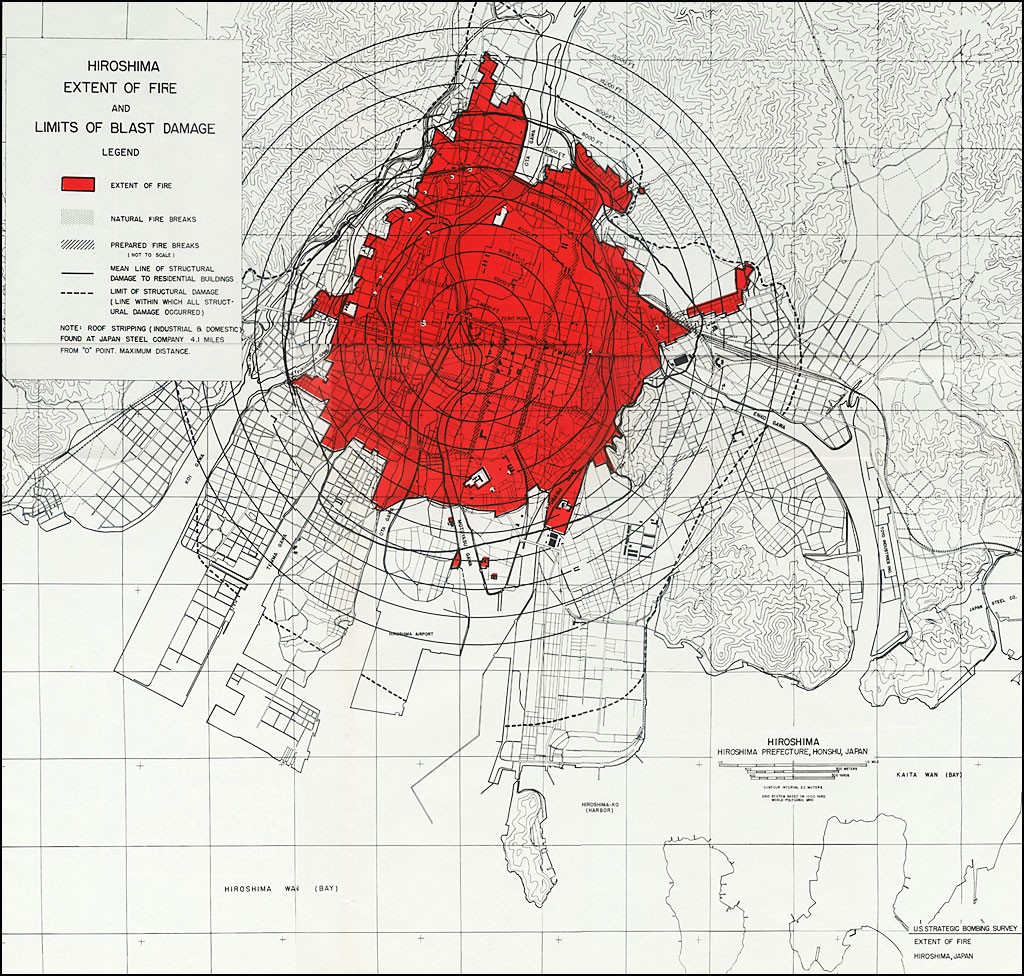
原爆被害分布図。東洋工業は最も東（右側）の川である猿猴川下流にある。生家である現在の南区大河はそこから真西にあたり外から2つ目の円付近。

広島県安芸郡仁保島村大河（現・広島市南区北大河町）生まれ。生家は広島の旧家、父も技術者。
広島高等師範学校附属小学校（現広島大学附属小学校）5年生からサッカーを始め、広島県立第一中学校（現広島県立広島国泰寺高等学校）でもサッカー部に所属する。二浪した後、広島高等工業学校機械工学科（現広島大学工学部）に入学。

### 東洋工業入社とサッカー
1938年（昭和13年）、東洋工業へ入社、以降生産技術畑を歩む。
入社一年後（公式的には1938年）、自ら音頭をとって東洋工業蹴球部を同好会形式で創設、監督兼選手として活躍した。当時は呉海軍工廠が強く県大会ではいつもやられていた が、サッカーのためには日曜、祝日も返上した。サッカーに明け暮れたエピソードとして、山崎の子どもが小学生時（戦後の可能性が高い）の作文に「父はサッカーばかりして、一度も遊んでくれたことはありません」と書かれてしまったものがある。山崎が現役だった時代に獲得したタイトルの一つに、1941年（昭和16年）第8回中国実業団蹴球大会で優勝したものがある。
1943年（昭和18年）、太平洋戦争の戦況が厳しくなったこともあり蹴球部は休部となる。
1945年（昭和20年）8月6日、工作機工事事務所（現・品質保証部）内で原爆に遭遇。なお山崎が被爆者であるとする資料は不明。
1947年（昭和22年）蹴球部再開、その後は銭村健次・小畑実ら有力選手が入団、自身も監督兼任として現役で活躍した。1949年（昭和24年）には、実業団チームとして初の日本選手権（現在の天皇杯）に出場。蹴球部が力をつけ実業団のトップクラスとなり、会社の看板にもなったことで1951年（昭和26年）、現役を去り部長兼総監督となり、監督は小畑が引き継いだ。試合の遠征先ではベンチに入りマネージャーとして活躍した。1963年（昭和38年）、小畑が監督を退任し総監督になると、山崎は部長に就任する。1965年（昭和40年）から始まった日本サッカーリーグ(JSL)では東洋工業蹴球部部長として登録されている。

### 東洋工業取締役時代
一方で社業においては、1960年（昭和35年）4月東洋工業が本格的に四輪乗用車部門に進出 することになった際に、1965年当時松田恒次社長からその陣頭指揮を任され取締役自動車製造部長に就任した。
1973年（昭和48年）常務取締役、1975年（昭和50年）専務取締役に就任。生産技術畑を歩んできた経験から技術の開発・生産の合理化やコストダウンに努めマツダの生産性向上に貢献する。専務時代には全部門で新生産方式を推し進め、これが後のマツダ防府工場操業へ繋がることになる。
この間に東洋工業自体は、1973年オイルショックが発生すると当時松田耕平社長は強気な経営を続けたことから1975年に東洋工業は173億円の赤字を出してしまう。そこでメインバンクの住友銀行主導で経営再建することとなり、小松勇五郎ら通産省の介入もあって、住銀から役員受け入れおよび東洋工業創業者一族の松田家が経営から離れることになり、住銀から村井勉を迎え入れた。村井主導で経営再建が進む中、1976年（昭和51年）合理化に向け東洋工業本社にコントロール部を新設され山崎はその部長に就任している。

### 創業者以外で初の社長就任

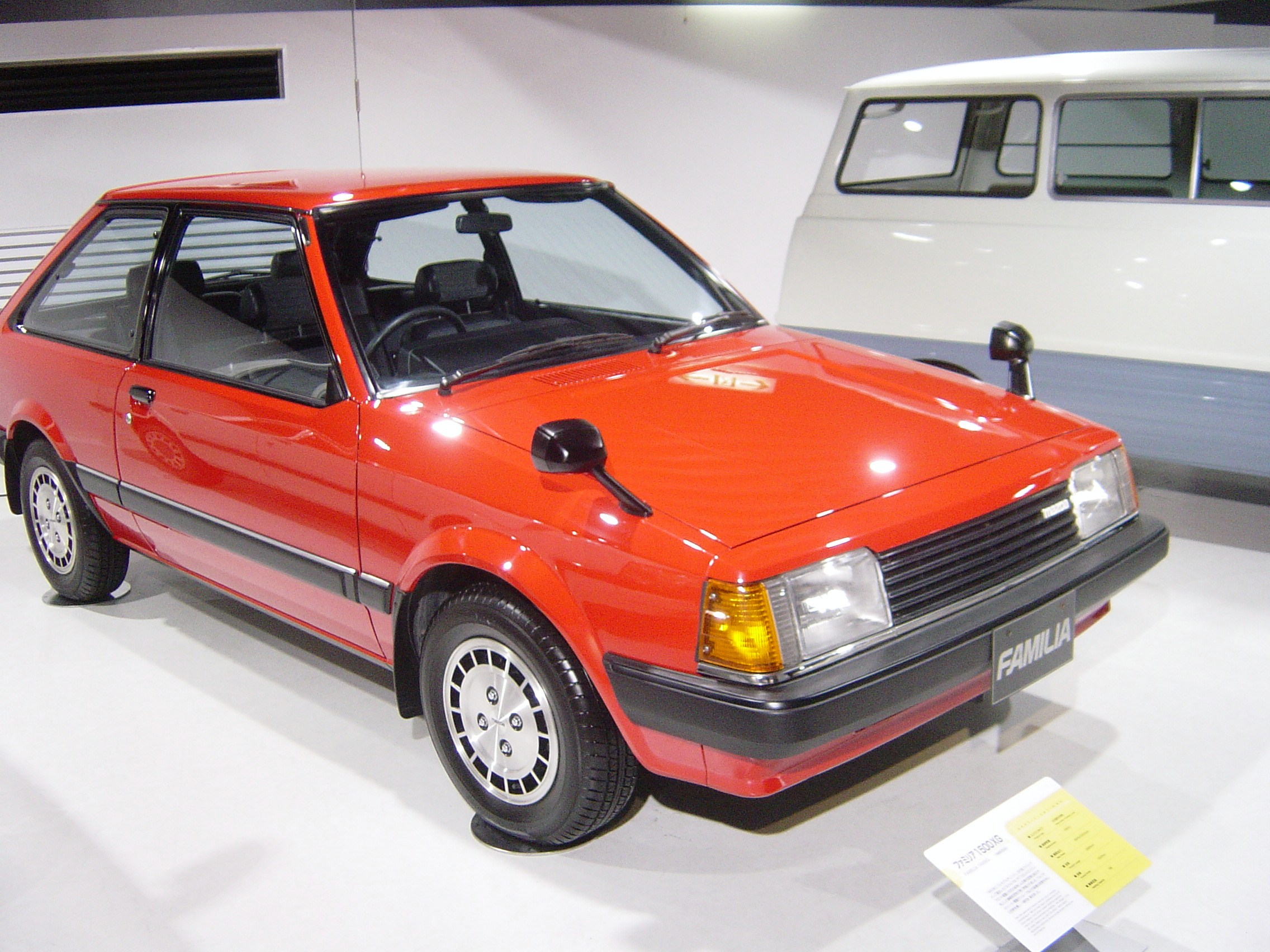
山崎社長時代の最大ヒット商品で社会現象まで起こした"赤いファミリア"

1977年（昭和52年）12月、創業家以外から初めて社長に就任。なおこの昇格はマツダ経営再建の中心人物であった村井の推薦によるものである。山崎は「販売なくして企業なし」「創造と挑戦と粘り」を信条とし、岩沢正二会長とのコンビで、東京支社の都心移転や営業部隊中枢の東上、現地生産を中心とした海外戦略等、次々に手を打ち、マツダを蘇生させた。
1978年（昭和53年）3月サバンナRX-7を発売するとヒットする。1979年（昭和54年）、一時決裂していたフォードとの資本提携交渉を再開し、同年11月に資本提携する。1980年（昭和55年）"赤いファミリア（5代目ファミリア）"が大ヒットし、経営危機から脱却した。1981年（昭和56年）マツダ防府工場稼働開始、同年フォードとの販売チャンネルオートラマ設立、同年アメリカでの現地法人北米マツダを設立する一方で日米貿易摩擦が問題となり規制 が入るようになる。1984年（昭和59年）5月、東洋工業からマツダへ社名変更、同年に社長を退任した。
山崎が社長を務めた7年間は、社名変更やフォードとの提携、ファミリアが記念すべき第1回日本カー・オブ・ザ・イヤー受賞と、マツダにとっての転換期となり、そのかじ取り役を担った。

### その後晩年まで
1984年（昭和59年）から1年間初代マツダ財団理事長を務めた。
1985年（昭和60年）から3年間広島商工会議所会頭を務めた。
1998年（平成10年）からマツダ名誉会長および名誉相談役。
その他、日本自動車工業会理事、広島県商工会議所連合会頭、広島県経済同友会理事、広島県サッカー協会会長、旧広島証券取引所理事長、広島日伯協会会長 など、多くの要職を務めた。1990年代の東洋工業蹴球部の後進であるサンフレッチェ広島プロ化にも尽力している。
2014年（平成26年）3月10日、老衰のため自宅で死去。99歳没。

## 参考資料
- 鯉城人物録/昭和０７年卒/山崎芳樹 - 鯉城同窓会
- マツダの歩み - 公式サイト内の社史
- 広島サッカーの歴史 - サンフレッチェ広島